# Jordi Moraleda Perxachs
Jordi Moraleda i Perxachs (Barcelone, 15 octobre 1950 – Barcelone, 26 juillet 2020) a été chef d'orchestre, musicien et compositeur d'origine catalane.

## Biographie

### Formation personnelle
Né à Barcelone en 1950 au sein d'une famille très liée à la musique, Jordi Moraleda i Perxachs a commencé ses études musicales à l'âge de dix ans au Conservatoire supérieur de musique de cette ville. Là, il y a réalisé les études de solfège, piano, basson, contrebasse, percussion , direction d'orchestre , instrumentation et composition , harmonie, contrepoint et fugue.
En 1972, il a réalisé en France des études de perfectionnement de piano avec Pierre Sancan et de la composition avec Tony Aubin, tous deux professeurs au Conservatoire national supérieur de musique de Paris.
De plus, il a obtenu en 1974 le "Prix d'honneur de degré supérieur de Basson" au Conservatoire Supérieur de Musique de Barcelone.
Il a obtenu aussi le Certificat Supérieur de Langue Française, par l´Institut Français en Espagne et l´Université de Toulouse.
Plus tard, il a réalisé un postgraduat de percussion et de musique contemporaine avec Siegfried Fink.

### Parcours professionnel
Il a été membre fondateur, avec Konstantin Simonovitch, Àngel Soler, Josep Maria Mestres Quadreny et Anna Ricci (entre d'autres) du "Conjunt català de música contemporània" (Ensemble catalan de musique contemporaine), il a fait partie du "Grup de percussions de Barcelona" avec Xavier Joaquim et Àngel Pereira, et il a aussi appartenu à l'ensemble de musique de la renaissance "Ars Musicæ" aussi bien qu'à la "Capella Clàssica Polifònica del F.A.D." (Chapelle classique polyphonique du F.A.D.). Il a exercé comme professeur de piano et d'harmonie au "Centre d'estudis musicals de Vallvidrera".
Comme instrumentiste, il a fait partie de l'Orquestra Simfònica del Vallès, l'Orquestra Ciutat de Barcelona i Nacional de Catalunya ainsi que de l'Orquestra del Gran Teatre del Liceu. Il a aussi été membre de jurys dans plusieurs concours de composition et d'interprétation.
Dans le monde discographique et audiovisuel, sa trajectoire est très diverse. Il a été actionnaire fondateur, producteur discographique et technicien de mixage des entreprises de sonorisation et doublage Trigono S.L. et Audiotrack S.A.. Il a réalisé de la musique pour le cinéma, la télévision et le théâtre, en incorporant à ses productions les dernières techniques électroniques et informatiques. Il a été fortement lié à la Nova Cançó (mouvement de la nouvelle chanson catalane) comme arrangeur et comme accompagnateur d'artistes comme Guillermina Motta, Joan Baptista Humet et Maria del Mar Bonet, avec laquelle il a joué à l'Olympia de Paris.
Il a composé une trentaine de sardanes et a reçu des prix de composition aux concours de la SGAE (Société Générale des Auteurs et des Éditeurs), des prix Francesc Basil, Céret-Banyoles, Amer, Vilassar de Mar et Lloret. Ses sardanes de concert sont souvent interprétées par les principales formations du moment, et quelques-unes d'elles ont été enregistrées en disque. Il est aussi auteur de plusieurs pièces de musique de chambre, des instrumentations pour orchestre d'harmonie, et des gloses pour une et deux cobles, ainsi que d'un concert pour tenora.
Il a dirigé ses pièces avec des formations aussi prestigieuses que la cobla La Principal de la Bisbal, la cobla Sant Jordi ciutat de Barcelona, la cobla Montgrins, la cobla Selvatana, la cobla Simfònica de Catalunya, la cobla Ciutat de Girona et même avec la Banda Municipal de Barcelona (Orchestre d'Harmonie Municipal de Barcelone). Plusieurs formations ont enregistré ses pièces.
En 1986, il a gagné par concours  le poste de basson soliste à la Banda Municipal de Barcelona, jusqu'à 2015, lors de sa retraite professionnelle.
En 2007, il a été désigné chef d'orchestre adjoint de cette institution, avec Rafael Grimal et Joan Lluís Moraleda.

## Œuvres (sélection)

### Quelques sardanes
- Barcelona cap i casal (interpretation) (PDF)
- Els uns i els altres
- Ígor Stravinski al pati de l'ateneu
- Un llarg camí ens espera
- La màgica nit de Sant Joan
- Les llàgrimes de Sant Llorenç
- Amunt els cors
- El padrí de noces
- Albada a la torre de Sant Climent
- El ram de núvia
- Albada festiva
- A Joanot Martorell
- Coll de llop
- Romanç de la Brígida i en Climent
- Passejant per l'univers
- Cant de gesta
- El pregó de la festa
- El Torrent de l'Olla
- Records d'infantesa
- Una vida entre artistes
- Ofrena a Narcís Monturiol
- A l'amic Sebastià
- Sant Jordi en un bosc de violetes

### Quelques oeuvres
- Catalunya durant la Gerra dels Trenta Anys (per a dues cobles i narrador)
- Concert a les golfes (obra per la iniciació dels escolars a la cobla)
- Aventures i desventures del drac de l'estany (per a dues cobles i timbals)
- Concert per a tenora i cobla
- 1916, un aplec am la cobla "Antiga Pep" (per a cobla i timbals)
- Obertura concertant
- Sonata per a fagot i piano
- Diada de Corpus a Barcelona (marxa de processó per a banda)
- Tríptic per a cobla de tres quartans